# كوادريلاترو

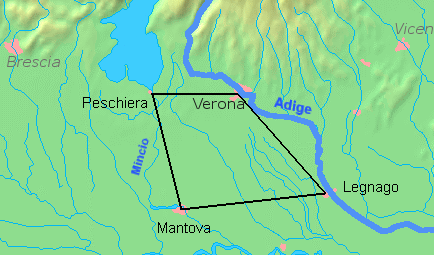
حصون كوادريلاترو الأربعة.

كوادريلاترو (بالإنجليزية: Quadrilateral)‏، ولنكون أكثر دقة غالبًا ما يطلق عليها " الحصون الرباعية") وهو الاسم التقليدي لدفاعات الإمبراطورية النمساوية في منطقة لومباردي-فينيتيا بإيطاليا ، وكوادريلاترو هي عبارة عن ربط حصون بشيرا ومانتوا وليجناغو وفيرونا بينها وبين نهر مينشيو ، ونهر بو ونهر أديجي .

## نبذة
يشير الاسم إلى حقيقة أن الحصون تظهر على الخريطة وكأنها تشكل رؤوس شكل رباعي الأضلاع . وفي الفترة ما بين نهاية الحروب النابليونية وثورات 1848 ، كانت هذه الحصون هي الوحيدة التي تم تطويرها وتسليحها بالكامل داخل الإمبراطورية. 
وابتداءً من عام 1850 ، شحنت الإمدادات والتعزيزات إلى المواقع عبر سكة حديد البندقية - ميلانو الجديدة.
دفعت تجربة حرب الاستقلال الإيطالية الثانية لعام 1859 ،والتي ولأول مرة استخدم الجيش الإيطالي البنادق فيها، النمساويين لبناء خط ثانٍ من مكون ثمانية حصون على بعد حوالي 4 كيلومترات من الخط الرئيسي (والذي اكتمل في ربيع عام 1866) ، والذي بدوره يدور حول فيرونا .

## صالة عرض

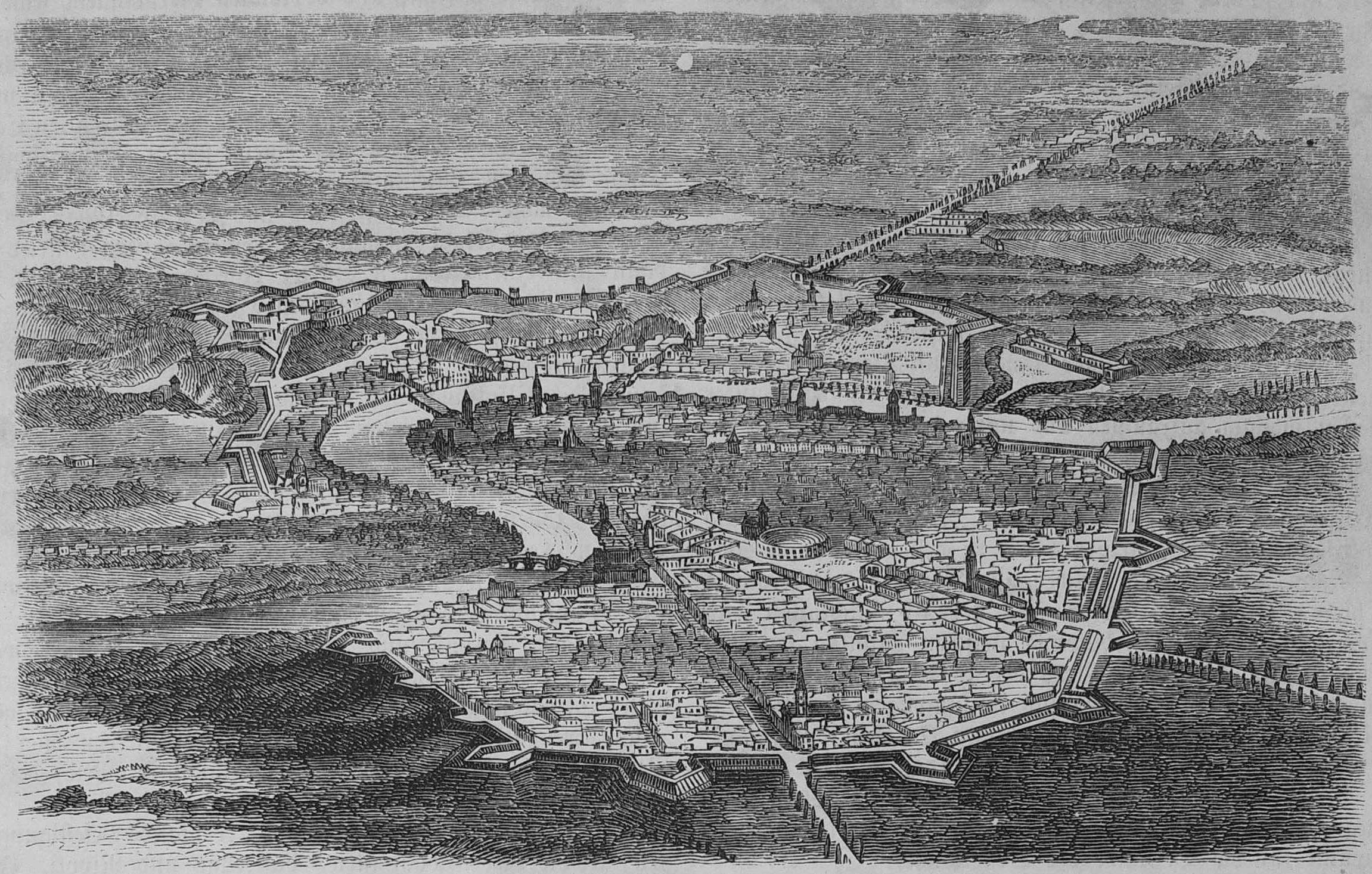
فيرونا
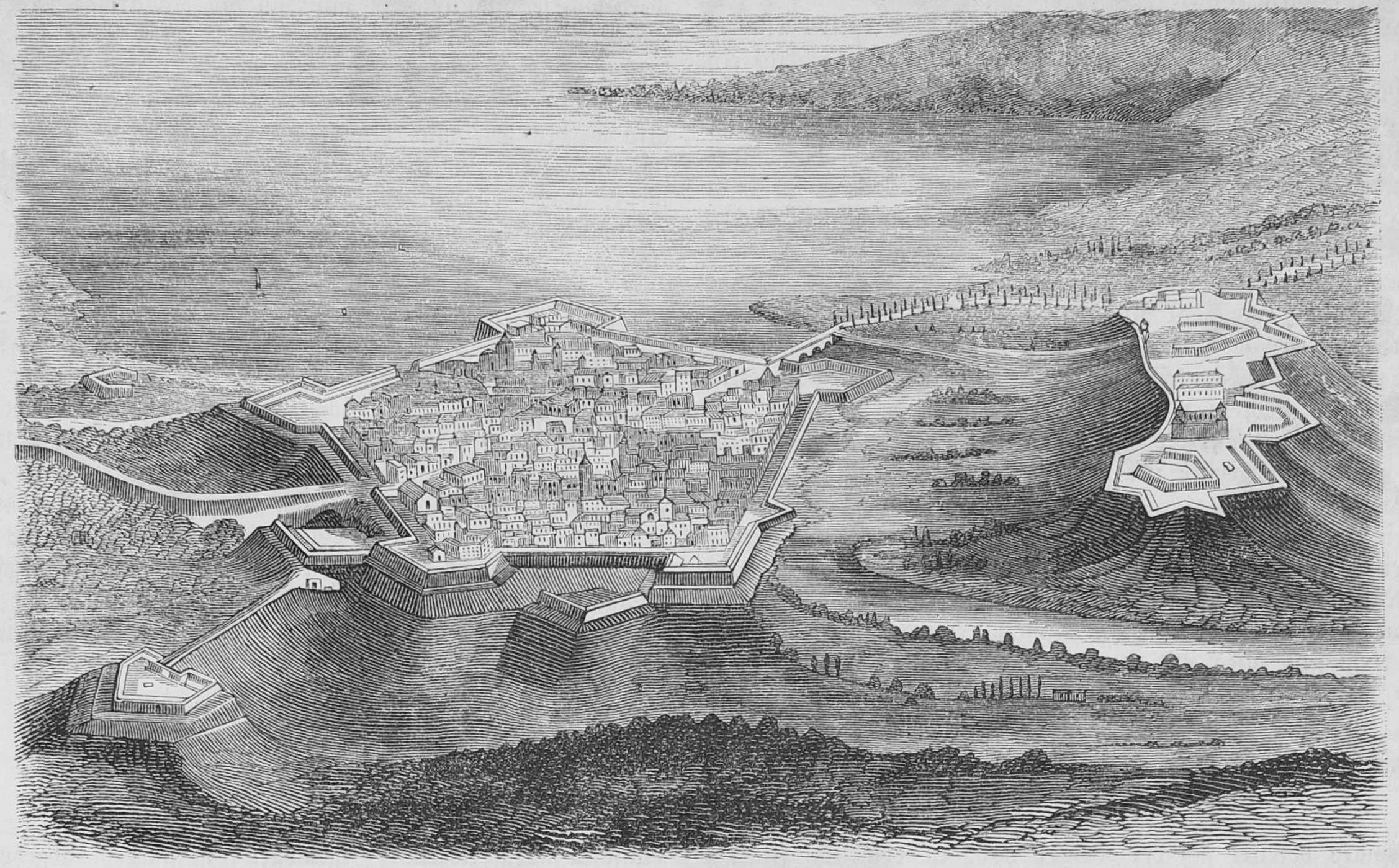
بشيرا ديل جاردا
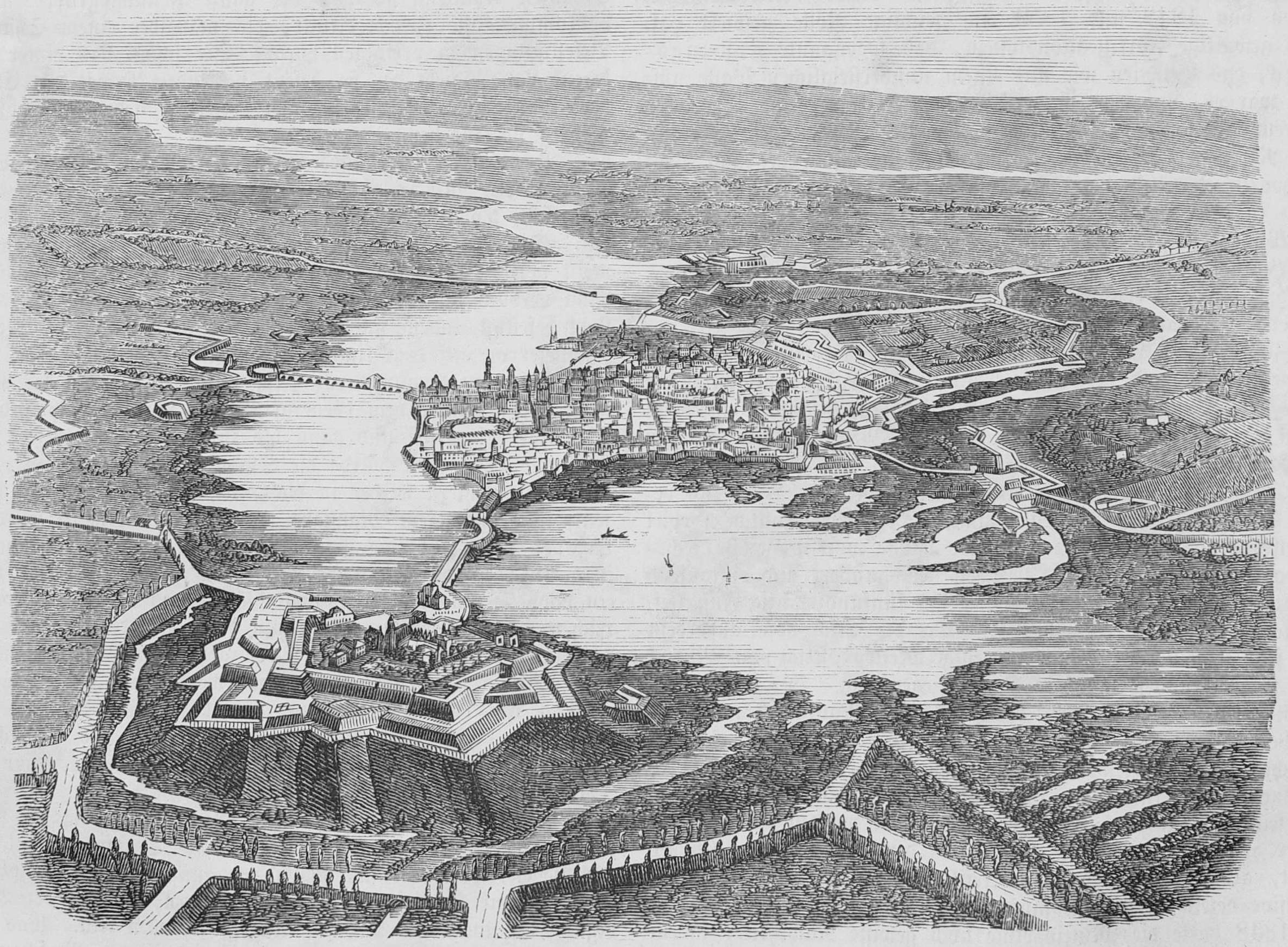
مانتوفا
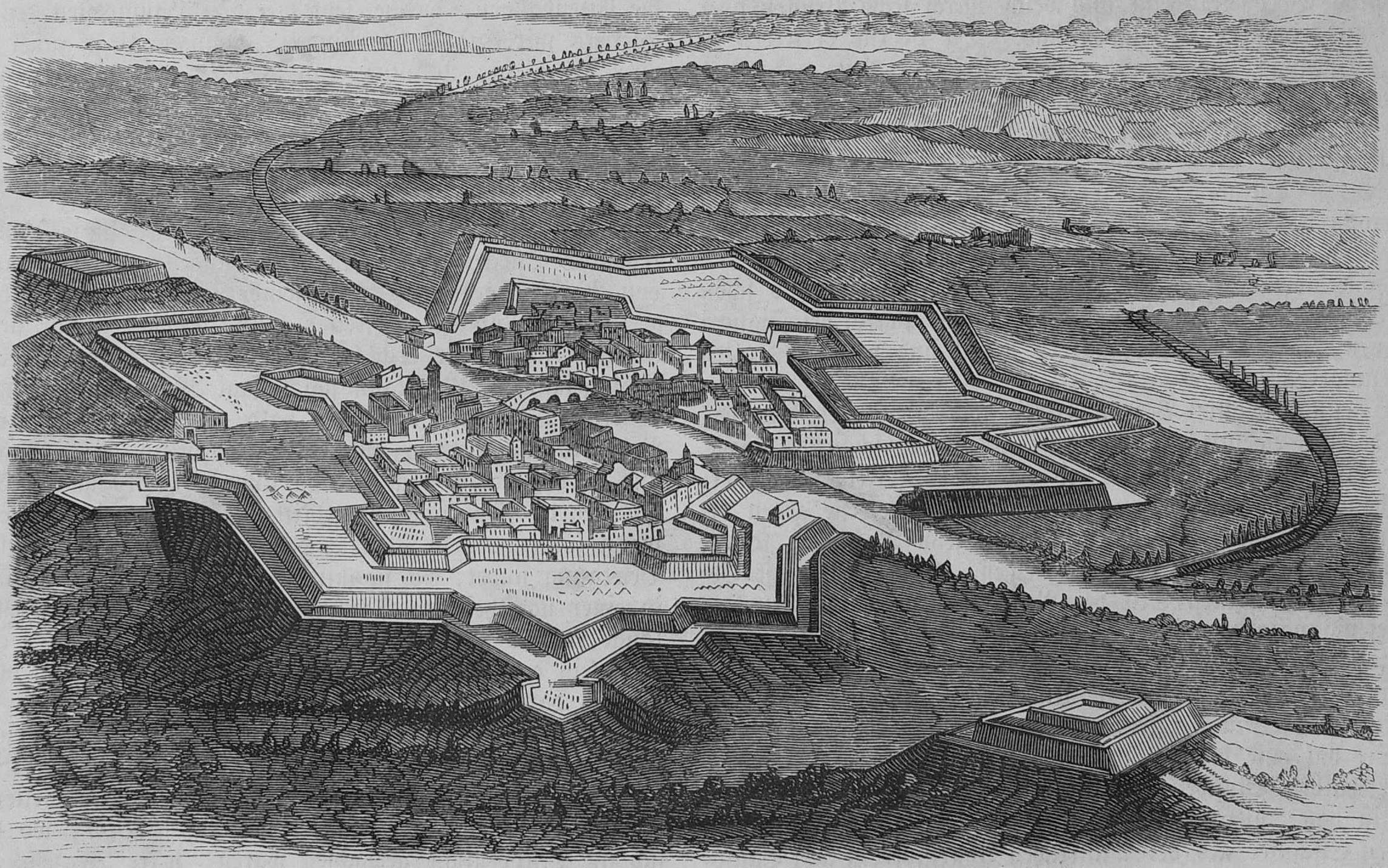
ليجناغو